# Prociphilus sasakii
Prociphilus sasakii är en insektsart. Prociphilus sasakii ingår i släktet Prociphilus och familjen långrörsbladlöss. Inga underarter finns listade i Catalogue of Life.